# Nyíregyházi Egyetem
A Nyíregyházi Egyetem (röviden: NYE) Szabolcs-Szatmár-Bereg vármegye legnagyobb felsőoktatási intézménye, 2000. január 1-jén jött létre Nyíregyházi Főiskola néven, a Bessenyei György Tanárképző Főiskola és a Gödöllői Agrártudományi Egyetem - Mezőgazdasági Főiskolai Kar (Nyíregyháza) integrációjával. (Időnként napjainkban is emlegetik egyes egységeit az elődökre használt „TK” ('téká' - tanárképző), illetve „MG” ('emgé' - mezőgazdasági) néven.)
2016. január 1-jével átalakult alkalmazott tudományok egyetemévé. Számos szakterületen képez hallgatókat: agrár, bölcsészettudományi, gazdaságtudományok, informatika, műszaki, művészetközvetítési, pedagógusképzés, sporttudomány, társadalomtudományi, természettudományi képzési területeken.

## Története

### Jogelődök

#### Tanárképző Főiskola
A pedagógusképzés több mint másfél évszázados múltra tekinthet vissza Nyíregyházán. Az első, akkor még középfokú tanítóképző intézmény az evangélikusok iskolaszervező munkájának köszönhetően, 1847-ben nyitotta meg kapuit Nyíregyházán, de a működése már egy év után, 1848-ban ellehetetlenült. A tanítás 1859-ben indult újra, és az intézet Eperjesre való áthelyezéséig, 1873-ig folyamatosan fogadott és bocsátott ki tanítványokat. Ezt követően hosszabb szünet után, 1914 őszén indult meg újra Nyíregyházán az akkor már állami tanítóképzés (Nyíregyházi Magyar Királyi Állami Elemi Népiskolai Tanítóképző Intézet), ami 1959-től felsőfokú oktatási intézményként működött. Emellett egy másik tanító(nő)képző is létesült a 20. század során a városban, amely tanárai révén ugyancsak a mai egyetem elődintézményének tekinthető: 1926-ban nyílt meg a Leánykálvineum, amely keretében református polgári iskola és tanítónőképző működött az 1948-as államosításig.
Részben a tanítóképzés hagyományaira alapozva 1962-ben Tanárképző Főiskola létesült Nyíregyházán. Az indulás éveiben három tanári szakon fogadott hallgatókat, akik az ún. kombinált (2 év nappali, 2 év levelező) képzési formában  készültek fel a tanári pályára. 1966-tól valósult meg a felső tagozatos szaktanárok nappali kétszakos képzése. A Felsőfokú Tanítóképző Intézet oktatói már 1962-től bekapcsolódtak a tanárképző főiskola munkájába. Az együttműködés előkészítette a két pedagógusképző intézmény összeolvadását, amely 1970-ben ment végbe, ezáltal megtörtént a tanító és tanárképzés intézményi fúziója. 1971-ben óvónőképzéssel bővült a képzési kínálat, 1972-ben pedig a főiskola felvette a Szabolcs megyéből származó Bessenyei György nevét, amelyet a 2000. január elsején életbe lépő integrációig viselt.

#### Mezőgazdasági Főiskola
Nyíregyházán már több mint 80 éves hagyománya van a mezőgazdasági szakemberképzésnek.
Közel három éves előkészítő munka után 1939. március 1-én kezdődött meg a tanítás a nyíregyházi Kertmunkás Iskolában. A második világháborút követően a város és a megye újból összefogott, hogy magasabb szinten folytatódjon a szakemberképzés. Az intézmény Kertészeti Középiskolaként, illetve 1950 szeptemberétől Mezőgazdasági Technikumként folytatta működését. A képzés az eredeti általános kertészeti szakirányból 1950-ben gyümölcstermesztő, 1957-ben gyümölcs- és szőlőtermesztő szakirányúvá szerveződött. 1955-ben egy teljesen új szakterület, a mezőgazdasági gépészképzés is beindult.
1961-től újból változott a működés kerete: az intézmény immár felsőfokú mezőgazdasági technikumként  működött tovább, felsőfokú végzettségű szakembereket biztosítva az ekkoriban alakuló termelőszövetkezetek, a nagyüzemi gyümölcstelepítések részére. A képzéssel párhuzamosan megszerveződtek az oktatási egységek (tanszékek) is. A tanszéki szervezetet fokozatosan az új munkaköri elnevezéssel megbízott oktatók töltötték fel, nevezetesen felsőfokú technikumi tanársegéd, adjunktus, docens és tanár. 
A hatvanas és hetvenes évek fordulóján a felsőfokú technikumok nagy részét megszüntették. Összesen három intézmény – köztük a nyíregyházi – lett önálló mezőgazdasági főiskola. Nyíregyházán a főiskolai szintű felsőfokú képzés az 1971-ben létesített Mezőgazdasági Főiskolán kezdődött el a Kertészeti Karon, illetve a Mezőgazdasági Gépészeti Karon.  A 80-as évek végére országosan felerősödtek az intézményi integrációs törekvések, melynek eredményeként a főiskola 1990. július 1-től a Gödöllői Agrártudományi Egyetem (GATE) szervezetébe került, mint Mezőgazdasági Főiskolai Kar. Ezzel - a  közel 30 éves önálló működés után - a mezőgazdasági főiskolák közül utolsóként az intézmény beépült egy egyetemi szervezetbe, a szorosabb szakmai együttműködés reményében.  

### Az egyesítés után
A 2000-ben megvalósult szervezeti integráció során a Bessenyei György Tanárképző Főiskola és a Gödöllői Agrártudományi Egyetem Mezőgazdasági Főiskolai Karának egyesüléséből, illetve a belső strukturális átalakításból jött létre a Nyíregyházi Főiskola, amely 2016. január 1-jétől Nyíregyházi Egyetem néven, mint alkalmazott tudományok egyeteme működik.

## Szervezeti felépítés

### A Nyíregyházi Egyetem intézetei és tanszékei

#### Alkalmazott Humántudományok Intézete
- Szociálpedagógia és Közösségszervezés Intézeti Tanszék
- Pszichológia és Kisgyermeknevelő Intézeti Tanszék
- Pedagógia és Andragógia Intézeti Tanszék

#### Gazdálkodástudományi Intézet
- Gazdaságelméleti Intézeti Tanszék
- Alkalmazott Gazdaságtani Intézeti Tanszék

#### Környezet-és Természettudományi Intézet
- Biológia Intézeti Tanszék
- Kémia Intézeti Tanszék
- Környezettan Intézeti Tanszék
- Földrajz és Turizmus Intézeti Tanszék

#### Műszaki és Agrártudományi Intézet
- Agrártudományi és Környezetgazdálkodási Tanszék
- Jármű-és Mezőgazdasági Géptani Tanszék
- Közlekedéstudományi és Infotechnológiai Tanszék
- Műszaki Alapozó, Fizika és Gépgyártástechnológia Tanszék

#### Nyelv- és Irodalomtudományi Intézet
- Angol Nyelv és Kultúra Intézeti Tanszék
- Idegennyelv-oktató és-vizsgáztató Intézeti Tanszék
- Irodalomtudományi Intézeti Tanszék
- Magyar Nyelvészeti Intézeti Tanszék
- Ukrán Nyelv és Kultúra Intézeti Tanszék

#### Testnevelés és Sporttudományi Intézet
- Sporttudomány és Testkultúra Elmélet Intézeti Tanszék
- Egyéni Sportágak és Sportrekreáció Intézeti Tanszék
- Testnevelési és Sportjátékok Intézeti Tanszék

#### Történettudományi és Filozófia Intézet
- Történettudományi Tanszék
- Filozófia Tanszék

#### Zenei Intézet
- Ének-zene Tanszék
- Népzene Tanszék

## A Nyíregyházi Egyetem képzései (2024)

### Felsőoktatási szakképzés
- gazdálkodási és menedzsment
- gyógy- és fűszernövények
- légijármű-vezetés
- mezőgazdasági
- műszaki
- programtervező informatikus (fejlesztő)
- turizmus-vendéglátás (turizmus)

### Magyar nyelvű alapképzési szakok
- biológia
- csecsemő- és kisgyermeknevelő (M)
- edző (K)
- földrajz
- gazdálkodási és menedzsment (K)
- gépészmérnöki (M)
- informatikus könyvtáros
- járműmérnöki
- kémia
- képi ábrázolás
- közlekedésmérnöki
- közösségszervezés
- mérnökinformatikus
- mezőgazdasági és élelmiszeripari gépészmérnöki
- mezőgazdasági mérnöki
- óvodapedagógus
- programtervező informatikus
- repülőmérnöki
- sportszervezés (K)
- szlavisztika (ukrán)
- szociálpedagógia
- tanító
- turizmus-vendéglátás

(K) - Kisvárdán is indul
(M) - Mátészalkán is indul

### Angol nyelvű alapképzési szakok
- anglisztika (távoktatási formában is)
- biológia
- edző
- gazdálkodási és menedzsment
- gépészmérnöki
- kémia
- képi ábrázolás
- mezőgazdasági mérnöki
- programtervező informatikus
- repülőmérnöki
- zenekultúra

### Diszciplináris mesterképzési szakok
- andragógia
- környezettudomány (angol nyelvű is)
- mentálhigiénés közösség- és kapcsolatépítő
- szociálpedagógia (angol nyelvű is)

### Osztatlan tanárképzés

#### Közismereti tanárszakok, melyek szakpárban indulnak
- angol nyelv és kultúra tanára
- biológiatanár
- ének-zene tanár
- fizikatanár
- földrajztanár
- informatikatanár (digitális kultúra tanára)
- kémiatanár
- magyar nyelv és irodalom szakos tanár
- matematikatanár
- népzene- és népikultúra-tanár
- technika- és tervezés-tanár
- testnevelő tanár
- történelemtanár
- vizuáliskultúra-tanár

### Osztatlan tanárképzés

#### Közismereti tanárszak, mely szakpár nélkül indul
- természettudomány-környezettan szakos tanár (Z-szak)

### Szakmai tanárszakok
- közgazdásztanár
- mérnöktanár

### Rövid ciklusú tanári mesterképzési szakok

#### Egyszakos; 2, 3, 4 féléves képzések
- angol nyelv és kultúra tanára
- biológiatanár
- ének-zene tanár
- fizikatanár
- földrajztanár
- informatikatanár (digitális kultúra tanára)
- kémiatanár
- magyar nyelv és irodalom szakos tanár
- matematikatanár
- népzene- és népi kultúra-tanár
- technika- és tervezés-tanár
- természettudomány-környezettan szakos tanár (Z-szak)
- testnevelő tanár
- történelemtanár
- vizuáliskultúra-tanár

### Szaktanári képzések (2 félév
- biológia szaktanár
- magyar nyelv és irodalom szakos szaktanár

## Létesítmények

### A-épület
A Hallgatói Információs Központnak is nevezett épületet 2003 őszén adták át. Ide kerültek át az igazgatási egységek, továbbá az intézetek közül jelenleg itt található a Gazdálkodástudományi Intézet, Társadalom- és Kultúratudományi Intézet és a Történettudományi és Filozófia Intézet. Rendezvényterme a Bessenyei-aula.

### B-épület
Az egykori Bessenyei György Tanárképző Főiskola Tanulmányi Épülete, jelenleg itt található az Alkalmazott Pedagógia és Pszichológia Intézet, a Környezettudományi Intézet, a Nyelv- és Irodalomtudományi Intézet, a Tanítóképző Intézet, a Turizmus és Földrajztudományi Intézet, a Vizuális Kultúra Intézet és a Zenei Intézet, továbbá a Bessenyei György Tanárképző Központ, a Szaknyelvi és Idegen Nyelvi Kommunikációs Központ, a Képzési és Továbbképzési Intézet. 2012–2013 során ide költözött át a főiskola könyvtára is. 2007-ben átadott rendezvényterme a Kodály-terem.

### C-épület
A Kótaji úton található (de megközelíthető a Sóstói úti egység irányából is), 2004 őszén ide költözött a Műszaki és Mezőgazdasági Főiskolai Kar, a jelenlegi szervezeti felépítésben pedig a Műszaki és Agrártudományi Intézet található itt. Megépítésével vált campus jellegűvé a főiskola.

### D-épület
Az A- és B-épületet köti össze, emeletén hét körelőadóterem található.

### E-épület
A „téglaépület” tetejére 2007 tavaszán épített új szinttel, illetve a földszint felújításával létrejött új tanulmányi épület, mely a Matematika és Informatika Intézetnek ad otthon. Összesen hat termében 120 számítógép segíti az oktatást.

### Kollégiumi épületek
- Sandra Ifjúsági Szálló
- Campus Kollégium
- Bessenyei Hotel

### Sportlétesítmények
- Uszoda: A Botanikus kert mellett található. 28 °C-os víz van előírva, 5 sávval rendelkezik, 25 m hosszú.
- Atlétikai csarnok: A Sandra, illetve az E épület mögött található ponyvás épület, az alakja miatt a „Hernyó” becenevet kapta.

### Botanikus Kert
Botanikus kert kialakítását már a főiskola alapításakor tervezték, de a tényleges építkezést csak 1972-ben kezdték el a sóstói erdőben. A Tuzson János Botanikus Kertet 1998-ban nyilvánították helyi védett természeti hellyé, és ekkor 5,6 ha-ra növelték annak területét. 2008-ra a gyűjtemény mérete elérte a 2500 taxont: ebből mintegy 1500 szabadföldön és 1000 melegházban látható.

## A Nyíregyházi Egyetem és jogelőd intézményeinek vezetői

### I. A Mezőgazdasági Főiskola (GATE) főigazgatói
1. 1961-1976: Dr. Vétek János főigazgató
2. 1976-1980: Dr. Pethő Ferenc főigazgató
3. 1980-1983: Dr. Dóka István főigazgató
4. 1983-1991: Dr. Bánházi János főigazgató
5. 1991: Dr. Végső Károly főigazgató
6. 1991-1997: Prof. Dr. Sinóros-Szabó Botond főigazgató
7. 1997-2000: Dr. Nagy Kálmán főigazgató

### II. A Bessenyei György Tanárképző Főiskola (BGYTF) főigazgatói
1. 1962-1972: Kovács József főigazgató
2. 1972-1980: Dr. Margócsy József főigazgató
3. 1980-1989: Dr. Cservenyák László főigazgató
4. 1989-1997: Dr. habil Székely Gábor főigazgató
5. 1997-2000: Prof. Dr. Balogh Árpád főigazgató

### III. A Nyíregyházi Főiskola (NYF) rektorai
1. 2000-2007: Prof. Dr. Balogh Árpád rektor
2. 2007-2015: Prof. Dr. Jánosi Zoltán rektor
3. 2015: Dr. Kiss Ferenc mb. intézményvezető
4. 2015-2016: Dr. Onder Csaba rektor

### IV. Nyíregyházi Egyetem (NYE)

#### Rektorok
1. 2016-2017: Dr. Onder Csaba rektor
2. 2017-2022: Vassné Prof. Dr. Figula Erika rektor
3. 2022-2023: Dr. János István mb. intézményvezető
4. 2023-tól: Dr. Szabó György rektor

#### Elnök
2023-tól: Dr. Hárskuti János elnök 

## Nyíregyházi Egyetem Eötvös József Gyakorló Általános Iskola és Gimnázium
A Nyíregyházi Egyetem Eötvös József Gyakorló Általános Iskola és Gimnázium (Eötvös Gyakorlóiskola) –, s jogelőd intézménye – 1970. 09. 01 – jén történő megalakulásával és az iskolának azt követő több, mint fél évszázados, 55 éves önálló működésével, a hagyomány és a megújulás elemeit ötvözve korszerű 12 évfolyamos többcélú intézménnyé, egységes iskolává vált. Megőrizte versenyképességét a köznevelési intézmények sorában mind az iskolaszerkezetét, mind pedig programkínálatát tekintve. Az intézmény 12 évfolyamos képzési szerkezete magába foglalja az általános iskolai és a nyolc, valamint a négyosztályos gimnáziumi képzést, emelt szintű programokat (matematika, fizika, biológia, kémia, idegen nyelvek, ének-zene, rajz-vizuális kultúra, testnevelés oktatásában). A gyakorlóiskola vonzó alternatívát tud ajánlani az iskolaválasztó diákoknak és szülőknek a csoportos és az egyéni tehetséggondozásban, a diákok versenyeztetésében is. Emellett egyben olyan gyakorlóiskolai műhely is, ahol a tanító- és tanárjelöltek életszerű körülmények között, magas színvonalon tudnak felkészülni leendő hivatásuk gyakorlására.  
Az iskola olyan lehetőséget biztosít az ide jelentkező és itt tanuló gyermekek számára, amely lehetővé teszi az általános iskola első osztályába belépő kisdiáknak, hogy a kisiskolás éveket, az általános iskola felső tagozatát, valamint a nagygimnáziumi időszakot is egy alma materen/campuson belül eltöltve, érettségi után a felnőttkor küszöbét átlépve egyazon intézményben, a Nyíregyházi Egyetemen diplomát is szerezzen.
Az iskola intézményvezetői, igazgatói: 
- Dr. Figula Györgyné (1970 – 1981),
- Oroszvári Istvánné (1981 – 1996)
- Dr. Komáromi István (1996 – )